# Konsert for orgel og strykere
Het Konsert for orgel og strykere (Noors voor Concert voor orgel en strijkorkest) is een compositie van Johan Kvandal. Het werk is geschreven voor de inwijding van het nieuwe kerkorgel in de Jar Kirke te Bærum. Op 15 december 1984 bespeelde Tor Grønn het nieuwe orgel en dirigeerde Idar Karevold het strijkorkest.
Er is ook een arrangement voor orgel en strijkkwartet.

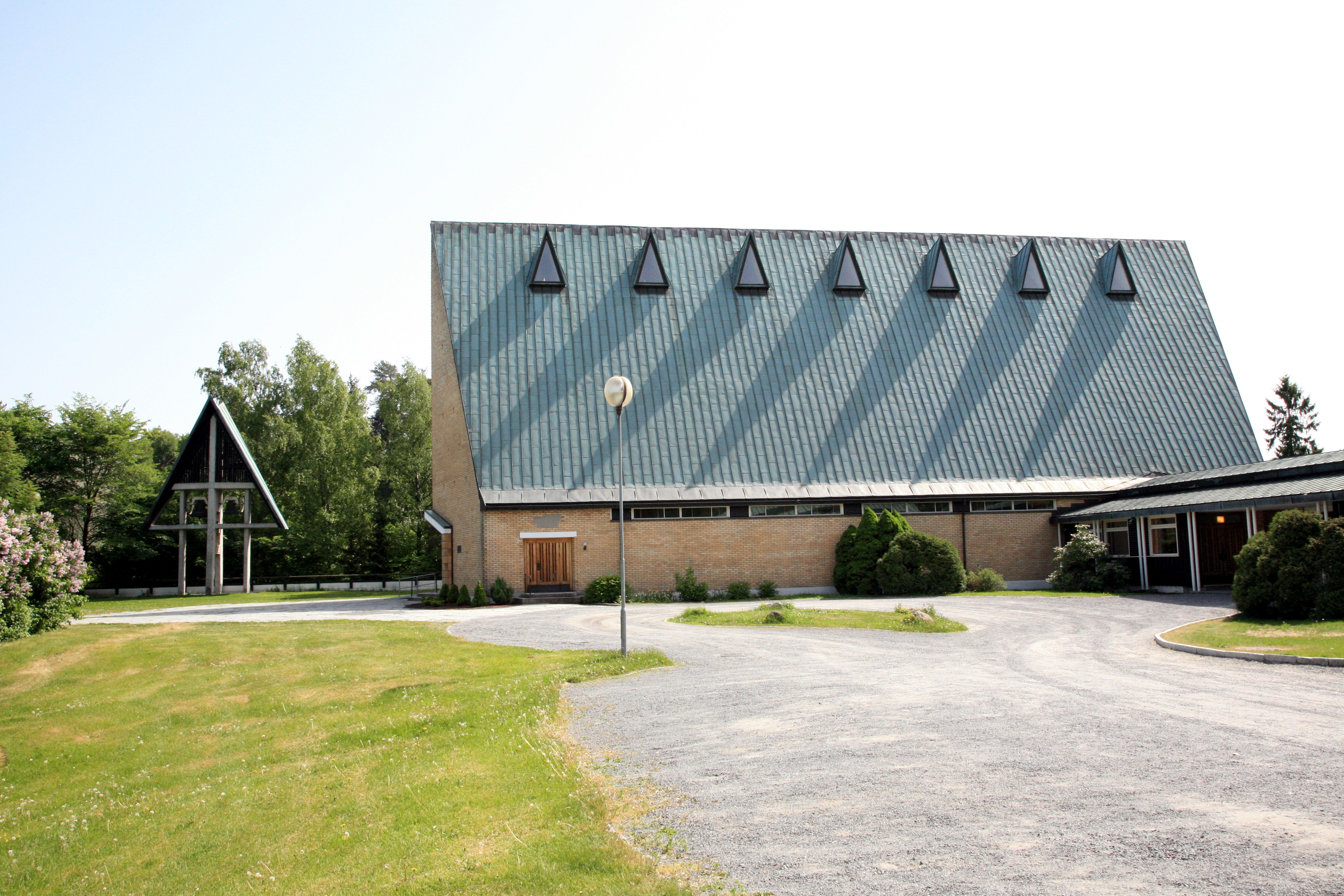
Jar Kirke Baerum